# بلدية غات
| الموقع في ليبيا  |                       |
| عميد البلدية     | قوماني محمد صالح موسى |
| عدد السكان       | 22,770 نسمة           |
| المساحة          | 72,700 كم مربع        |
| الكثافة السكانية | 0.31 نسمة/كم مربع     |
| ترقيم البلدية    | 038                   |
|                  |                       |

## أهم المناطق داخل البلدية
- غات
- البركت
- العوينات
- تهالا
- الفيوت
- ايسين

وبالإضافة إلى سلسلة جبال أكاكوس المحيطة بالمحافظة من شرقها والممتددة من الشمال إلى الجنوب وبها أقدم المعالم الأثرية والسياحية التي يأتيها السواح من جميع ارجاء العالم.